# The Ashes 2009
Il The Ashes 2009 è stata la 65ª edizione del prestigioso The Ashes di cricket. La serie di 5 partite si è disputata in Inghilterra tra l'8 luglio e il 24 agosto 2009. Le due squadre hanno eseguito un tour per l'Inghilterra e per il Galles che è partito dalla città di Cardiff e che ha toccato Londra (al Lord's), Birmingham, Leeds per poi tornare a Londra (al The Oval stavolta). La serie è inserita all'interno di un più vasto tour che la selezione australiana ha effettuato nei paesi britannici; erano infatti previsti anche 7 One Day International tra Inghilterra e Australia e 4 First Class Match tra la selezione australiana e squadre locali. Era previsto inoltre anche un One Day International con la selezione scozzese.

## Ashes Series

### Test 1: Cardiff, 8-12 luglio 2009
| Data             | Luogo                          |             |           | Risultato |
| ---------------- | ------------------------------ | ----------- | --------- | --------- |
| 8-12 luglio 2009 | SWALEC Stadium Cardiff, Galles | Inghilterra | Australia | DRAW      |

| Innings | In battuta  | Al lancio   | Risultato                 | Note                          |
| ------- | ----------- | ----------- | ------------------------- | ----------------------------- |
| I       | Inghilterra | Australia   | 435/all out (106.5 overs) |                               |
| II      | Australia   | Inghilterra | 674/6 (181 overs)         | Dichiarazione                 |
| III     | Inghilterra | Australia   | 252/9 (105 overs)         | Esauriti i 5 giorni di gioco. |
| IV      | Australia   | Inghilterra |                           | Non disputato                 |

L'Inghilterra vince il sorteggio della moneta e il capitano Andrew Strauss sceglie di iniziare il Test match in battuta. L'inizio per gli inglesi non è ottimale e perdono 3 wickets marcando solo 90 runs, tuttavia la situazione viene recuperata grazie alla partnership da 138 runs tra Kevin Pietersen e Paul Collingwood. Con l'andare del tempo Collingwood perde il wicket e in seguito l'australiano Hauritz riesce ad eliminare anche il pericoloso Pietersen ottenendo un cruciale wicket per la causa australiana. Nelle ultime ore di gioco i bowlers australiani riescono a far cadere altri due wicket, quindi alla fine della prima giornata di gioco l'Inghilterra ha ottenuto 336/7 in 90 overs.
Nel secondo giorno l'Inghilterra marca ben 99 runs in soli 16.5 overs ma paga cara la strategia aggressiva perdendo rapidamente i suoi tre wickets e chiudendo il suo primo innings con un totale comunque soddisfacente di 435 runs in 106.5 overs. La squadra di Ricky Ponting va in battuta ma riesce a marcare solo 60 runs prima che Phillip Hughes perda il primo wicket, tuttavia la situazione può essere facilmente recuperata e l'ingresso del capitano Pointing in partnership con Simon Katich dà i suoi frutti, consentendo ai due battitori di marcare complessivamente nella giornata 189 runs (Pointing riesce a marcare il punto numero 11.000 nella sua carriera di Test match) chiudendo la seconda giornata a 249 con un solo wicket perso.
Nella terza giornata Katich e Pointing continuano la loro partnership eccezionale marcando altre 50 runs prima che Katich perda il proprio wicket. Subentra Hussey che perde il proprio wicket dopo meno di 6 overs e 4 overs dopo anche Pointing viene eliminato dopo aver marcato 150 runs. L'Australia prende il largo superando il totale inglese con solo 4 wickets caduti. Alle 17 circa la pioggia interrompe il match per due ore e quando si riprende (per la prima volta sotto le luci artificiali) gli australiani riescono a chiudere la giornata in vantaggio di 44 runs con 5 wickets persi.
Nel quarto giorno l'Australia continua a marcare runs implacabilmente fino a quando raggiunta quota 674 Pointing decide di dichiarare e mandare l'Inghilterra in battuta. Gli inglesi Cook e Bopara perdono due wickets marcando solo 20 runs poi la pioggia interrompe l'incontro mandando le due squadre a riposo con l'Australia in vantaggio di 219 runs e padrona del campo mentre l'Inghilterra può solo sperare in un draw.
Nel quinto giorno l'Inghilterra perde 3 wickets in meno di 90 minuti spianando il terreno per il successo australiano. Entra in scena Paul Collingwood che resiste per oltre 5 ore prima di essere eliminato riaccendendo le speranze inglesi di arrivare ad un draw. A pochi minuti dalla fine facendo cadere il nono wicket gli australiani sono vicini alla vittoria ma i battitori inglesi resistono fino alla fine imponendo un draw che suona come una sconfitta per gli australiani, in seguito Ricky Pointing accuserà i battitori inglesi di aver perso volontariamente del tempo convocando il fisioterapista in campo.

### Test 2: Londra, 16-20 luglio 2009
| Data              | Luogo                                     |             |           | Risultato             |
| ----------------- | ----------------------------------------- | ----------- | --------- | --------------------- |
| 16-20 luglio 2009 | Lord's Cricket Ground Londra, Inghilterra | Inghilterra | Australia | ENG vince di 115 runs |

| Innings | In battuta  | Al lancio   | Risultato                 | Note          |
| ------- | ----------- | ----------- | ------------------------- | ------------- |
| I       | Inghilterra | Australia   | 425/all out (101.4 overs) |               |
| II      | Australia   | Inghilterra | 215/all out (63 overs)    |               |
| III     | Inghilterra | Australia   | 311/6 (71.2 overs)        | Dichiarazione |
| IV      | Australia   | Inghilterra | 406/all out (107 overs)   |               |

La giornata inizia con l'Inghilterra che vince il sorteggio e sceglie di battere, subito dopo si ha l'annuncio che l'ex capitano inglese Andrew Flintoff si ritirerà dal Test cricket dopo le Ashes. L'Inghilterra parte molto bene con una grande partnership ta Strauss e Cook che fissano il risultato sul 126/0 alla sospensione per il pranzo, per gli australiani c'è anche la brutta notizia che il bowler Nathan Hauritz si infortuna ad un dito. Dopo pranzo l'Inghilterra continua a marcare runs e si porta sul 196/0 al momento della caduta del wicket di Cook. La caduta del wicket di Cook inverte l'inerzia del match e gli inglesi perdono rapidamente anche Bopara che riesce a marcare solo 22 runs. I successivi 4 battitori cadono marcando complessivamente solo 74 runs. Strauss è l'unico che riesce a resistere e in giornata arriva a marcare oltre 150 runs, complessivamente il primo giorno di gioco si chiude sul 364/6.
Nella seconda giornata gli inglesi perdono rapidamente i loro wickets rimanenti chiudendo il loro totale a 425 runs. L'Australia perde rapidamente i loro giocatori migliori e alla fine della giornata il punteggio dice solo 156 runs con ben 8 wickets caduti.
All'inizio del terzo giorno di gioco i rimanenti wickets australiani cadono sul punteggio di 215 runs. L'Inghilterra, avendo oltre 200 runs di vantaggio, ha la facoltà di chiedere il Follow on ma il capitano britannico sceglie invece di andare normalmente al lancio. L'Inghilterra gioca bene anche questa frazione e chiude con il punteggio di 311/6.
Il quarto giorno inizia con un quarto d'ora di ritardo a causa delle piogge cadute in mattinata. Il capitano inglese Strauss esegue immediatamente la dichiarazione mandando l'Australia in battuta con un target altissimo di 522 runs. L'impresa sembra impossibile (basta pensare che il record del più alto totale raggiunto nel quarto Innings nella storia del test cricket è di 418 runs), inoltre per gli Australiani le cose iniziano male poiché perdono rapidamente 5 wickets marcando solo 128 runs. La situazione Australiana sembra senza speranza dopo che anche il sesto wicket viene abbattuto ma la partnership tra Michael Clarke e Brad Haddin riaccende le speranze e porta gli Aussies a riposo sul 313/6.
Nel quinto giorno l'Australia deve marcare 209 runs, un'impresa difficile ma realizzabile con dei battitori in forma come Clarke e Haddin. Haddin però viene eliminato da Collingwood e in seguito anche Clarke cade. A quel punto i restanti due wickets vengono abbattuti con una certa facilità e alle 12:42 la partita finisce con la vittoria inglese per 115 runs.

### Test 3: Birmingham, 30 luglio-3 agosto 2009
| Data                    | Luogo                                            |           |             | Risultato |
| ----------------------- | ------------------------------------------------ | --------- | ----------- | --------- |
| 30 luglio 3 agosto 2009 | Edgbaston Cricket Ground Birmingham, Inghilterra | Australia | Inghilterra | DRAW      |

| Innings | In battuta  | Al lancio   | Risultato                | Note                         |
| ------- | ----------- | ----------- | ------------------------ | ---------------------------- |
| I       | Australia   | Inghilterra | 263/all out (70.4 overs) |                              |
| II      | Inghilterra | Australia   | 376/all out (93.3 overs) |                              |
| III     | Australia   | Inghilterra | 375/5 (112.2 overs)      | Esauriti i 5 giorni di gioco |
| IV      | Inghilterra | Australia   |                          | Non disputato                |

L'inizio del match è ritardato dalla pioggia e le due squadre possono scendere in campo solo alle 17. Nel corso della giornata vengono lanciati solo 30 overs. Dopo soltanto 86 runs in 18 overs Simon Katich perde il suo wicket, alla fine si va a riposo sul punteggio di 126/1.
Nei primi due lanci del secondo giorno Graham Onions elimina Shane Watson e Michael Hussey a causa delle pessime condizioni del pitch, poco dopo anche Ricky Ponting si arrende ai lanci di Onions. Gli Aussies riescono a marcare solo altre 30 runs prima che James Anderson si prenda un altro wicket. Alla fine l'innings australiano si chiude con un misero 263. L'Inghilterra va in battuta consapevole che le condizioni del pitch sono molto deteriorate, infatti il primo wicket cade già al secondo overs e Ravi Bopara viene eliminato pochi overs dopo. La giornata si chiude con il punteggio di 116/2.
Nel terzo giorno non si è giocato a causa della pioggia caduta durante la notte e che ha reso il pitch impraticabile.
Il gioco inizia in ritardo nel quarto giorno di un'ora per via della pioggia. Gli australiani riescono a trovare wicket con continuità e riescono a limitare gli inglesi a 376 runs, andando in battuta con uno svantaggio di oltre 100 runs. Alla fine della giornata gli australiani riescono a realizzare appena 88/2 ma nonostante la scarsa prestazione il fatto che manchi ancora una sola giornata di gioco rende il match un draw quasi certo.
Il quinto giorno è l'unico in cui si è potuto giocare come da programma. Gli australiani puntano al draw e grazie alla grande prova di Clarke (103 runs) riescono a resistere l'intera giornata. Ad un'ora dalla fine i due capitani si accordano per un draw e mettono fine all'incontro.

### Test 4: Leeds, 7-11 agosto 2009
| Data             | Luogo                                        |             |           | Risultato                         |
| ---------------- | -------------------------------------------- | ----------- | --------- | --------------------------------- |
| 7-11 agosto 2009 | Headingley Cricket Ground Leeds, Inghilterra | Inghilterra | Australia | AUS vince di un innings e 80 runs |

| Innings | In battuta  | Al lancio   | Risultato                 | Note           |
| ------- | ----------- | ----------- | ------------------------- | -------------- |
| I       | Inghilterra | Australia   | 102/all out (33.5 overs)  |                |
| II      | Australia   | Inghilterra | 445/all out (104.1 overs) |                |
| III     | Inghilterra | Australia   | 263/all out (61.3 overs)  |                |
| IV      | Australia   | Inghilterra |                           | Non necessario |

L'Inghilterra vince il sorteggio e decide di iniziare in battuta. L'inizio degli inglesi è disastroso: Strauss, Bopara, Bell e Collingwood perdono i loro wickets in meno di 20 overs con sole 42 runs segnate, i battitori eliminati hanno marcato rispettivamente 3, 1, 8 e 0 runs. Dei primi battitori inglesi solo Cook e Prior si salvano marcando oltre 30 runs a testa. Anche Cook viene eliminato al 22º overs e a quel punto l'inerzia del match è già segnata. Gli australiani infilano in sequenza Broad (24.5 overs), Swann (29.4), Harmison (31.4), Anderson (33.4) e Onions (33.5) limitando gli inglesi a sole 102 runs. L'Australia va quindi in battuta con la consapevolezza di avere già la partita in tasca, Katich perde rapidamente il proprio wicket ma la situazione viene recuperata da Pointing (78 runs, dopo due prestazioni molto deludenti), verso la fine della giornata gli inglesi trovano tre wickets in breve tempo eliminando Watson, Ponting e Hussey. In battuta chiudono la giornata Clarke e North che portano il punteggio a 196/4.
Nel secondo giorno la partnership tra Clarke (93 runs) e North (110 runs) aumenta a dismisura il vantaggio australiano. Quando Clarke viene eliminato i suoi successori non riescono a ripeterne la prestazione ma comunque il vantaggio continua ad aumentare. Verso la fine della giornata viene eliminato il decimo wicket (North) gli Aussies hanno realizzato 445 runs e hanno un vantaggio di 343 runs, l'Inghilterra va in battuta alla fine della giornata consapevole che le servirebbe una grande impresa per sperare in un draw. Dopo una buona partnership tra Strauss e Cook il primo perde il proprio wicket dopo 30 runs e i sostituti Bopara, Bell e Collingwood rimangono in campo giusto il tempo per farsi eliminare. Sul finire della giornata anche Cook viene eliminato dopo aver marcato 32 runs. Il punteggio al termine del secondo giorno di gioco è un pesantissimo 82/5.
Nel terzo giorno si riparte con l'Inghilterra in battuta in svantaggio di 260 runs. Al terzo lancio della giornata il battitore inglese Prior viene eliminato, verso la fine della sessione mattutina gli australiani si portano a due wickets dal successo. Dopo la pausa pranzo gli Aussies lanciano con molta aggressività e riescono nel loro intento eliminando Swann e Onions e vincendo per un innings e 80 runs. Con questo successo gli australiani festeggiano il fatto di essere ritornati in pari 1-1 nella serie, per gli inglesi è una disfatta totale.

### Test 5: Londra, 20-24 agosto 2009
| Data              | Luogo                        |             |           | Risultato             |
| ----------------- | ---------------------------- | ----------- | --------- | --------------------- |
| 20-24 agosto 2009 | The Oval Londra, Inghilterra | Inghilterra | Australia | ENG vince di 197 runs |

| Innings | In battuta  | Al lancio   | Risultato                 | Note          |
| ------- | ----------- | ----------- | ------------------------- | ------------- |
| I       | Inghilterra | Australia   | 332/all out (90.5 overs)  |               |
| II      | Australia   | Inghilterra | 160/all out (52.5 over)   |               |
| III     | Inghilterra | Australia   | 373/9 (95 overs)          | Dichiarazione |
| IV      | Australia   | Inghilterra | 348/all out (102.2 overs) |               |

## NatWest Series: 7 One Day International

### Partite
| Data              | Luogo                                           |                                      |                                      | Risultato              |
| ----------------- | ----------------------------------------------- | ------------------------------------ | ------------------------------------ | ---------------------- |
| 4 settembre 2009  | The Oval Londra, Inghilterra                    | Australia 260/5 (50 overs)           | Inghilterra 256/8 (50 overs)         | AUS vince di 4 runs    |
| 6 settembre 2009  | Lord's Cricket Ground Londra, Inghilterra       | Australia 249/8 (50 overs)           | Inghilterra 210/all out (46.1 overs) | AUS vince di 39 runs   |
| 9 settembre 2009  | Rose Bowl Hampshire Southampton, Inghilterra    | Inghilterra 228/9 (50 overs)         | Australia 230/4 (48.3 overs)         | AUS vince di 6 wickets |
| 12 settembre 2009 | Lord's Cricket Ground Londra, Inghilterra       | Inghilterra 220/all out (46.3 overs) | Australia 221/3 (43.4 overs)         | AUS vince di 7 wickets |
| 15 settembre 2009 | Trent Bridge Nottingham, Inghilterra            | Inghilterra 299/all out (50 overs)   | Australia 302/6 (48.2 overs)         | AUS vince di 4 wickets |
| 17 settembre 2009 | Trent Bridge Nottingham, Inghilterra            | Australia 296/8 (50 overs)           | Inghilterra 185/all out (41 overs)   | AUS vince di 111 runs  |
| 20 settembre 2009 | Riverside Ground Chester-le-Street, Inghilterra | Australia 176/all out (45.5 overs)   | Inghilterra 177/6 (40 overs)         | ENG vince di 4 wickets |